# Château de Saint-Geniès (Haute-Garonne)
Pour les articles homonymes, voir Château de Saint-Geniès.
Le château de Saint-Geniès est un château situé dans le département français de la Haute-Garonne, sur la commune de Saint-Geniès-Bellevue.

## Historique
L'édifice est protégé deux fois au titre des monuments historiques : 
- inscrit au titre des monuments historiques par arrêté du 29 novembre 1949 pour sa cheminée du salon et son escalier[1] ;
- inscrit au titre des monuments historiques par arrêté du 28 juin 1988, pour sa façade arrière, son portail d'entrée et le théâtre de verdure[1].
- inscrit au titre des monuments historiques par arrêté du 28 janvier 2020 pour
  - le château en totalité
  - le portail d’entrée
  - les murs de clôtures en brique (au sud et à l’ouest)
  - le nymphée (appelé théâtre de verdure)
  - le parc dans son ensemble

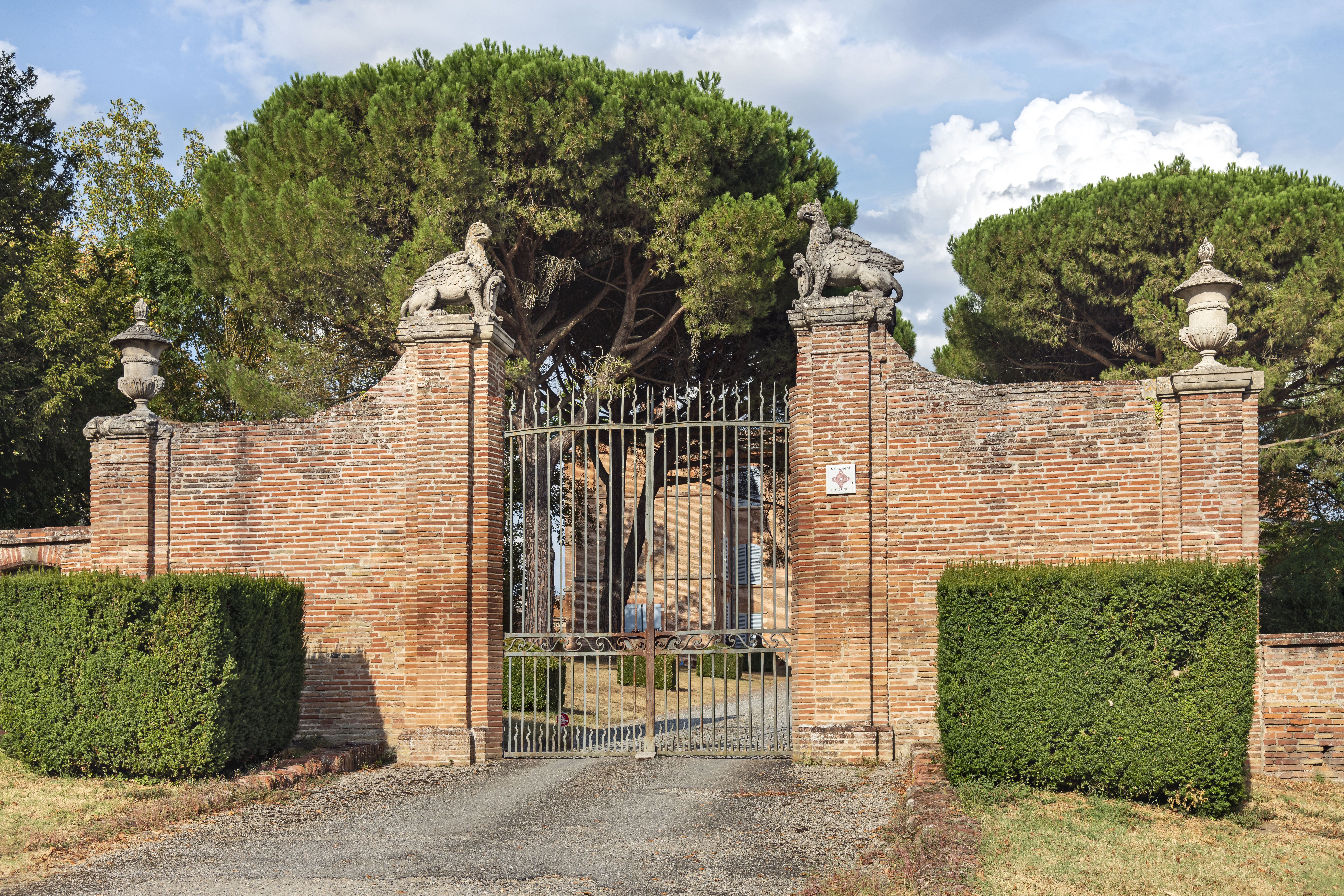
Portail du château de Saint-Genies Bellevue.